# Star Wars Jedi Knight: Jedi Academy
Star Wars: Jedi Knight: Jedi Academy (укр. Зоряні війни: Джедай-лицар: Академія джедаїв) — відеогра в жанрі шутера від першої/третьої особи за всесвітом «Зоряних війн». Гра вперше була видана LucasArts Entertainment в США у вересні 2003 року для Microsoft Windows і OS X та в листопаді того ж року для Xbox. Ідейне та сюжетне продовження Star Wars: Jedi Knight II: Jedi Outcast.
Новобранець Академії джедаїв стає учнем Кайла Катарна, головного героя попередньої гри. Йому належить долучитися до боротьби проти темних джедаїв, які прагнуть воскресити стародавнього лорда ситхів.

## Ігровий процес

Вікно створення персонажа

На початку гравцеві потрібно створити свого персонажа, вибравши з-поміж п'яти різних рас, вказати стать (але це дозволяється не всім расам), та вибрати одяг. Можна міняти такі деталі як колір, стиль одягу, зовнішність. Гра передбачає перемикання виду між першою та третьою особою. Персонажі та об'єкти, з якими можна взаємодіяти, мають кольорові позначки: червоні (вороги та предмети, які можна зруйнувати), зелені (дружні персонажі) та сині (на яких можна застосувати Силу).
У Jedi Academy доступна різна зброя, для якої передбачене автоперемикання — при зміні зброї може автоматично обиратися потужніша за попередню, або новопридбана. Головною зброєю слугує світловий меч, який має три стилі бою: швидкий, середній і сильний (на початку гри доступний тільки середній). Різні види мечів мають свої бойові прийоми. На відміну від попередньої гри, в цій персонаж має повністю налаштовуваний світловий меч. А саме дозволяється вибрати колір, тип руків'я, та змінити один раз світловий меч при проходженні тієї самої гри. Інша зброя включає бластери, гвинтівки, ракетомети, міни і т. ін. В бою можна застосовувати акробатичні прийоми: стрибки, перекати, ривки, біг і лазіння по стінах.
У процесі гри необхідно виконувати різноманітні завдання на різних локаціях, користуватися технікою (доступні AT-ST і свуп), розвивати свого персонажа, а також використовувати Силу. В міру проходження гравець може вибирати для персонажа навички Сили Світлої і Темної сторони, наприклад, удар блискавкою, відкидання ворогів, бачення крізь стіни чи лікування.
Багатокористувацький режим пропонує дуель, бій всіх проти всіх, бій команди проти команди, і змагання за володіння прапором.

## Сюжет
Події гри розгортаються через десять років після завершення подій фільму «Зоряні війни. Епізод VI: Повернення джедая». Друга Зірка смерті знищена. Імператор і його найближчий соратник Дарт Вейдер загинули, але залишки роздробленої імперії продовжують існувати.
Гравець виступає в ролі падавана Академії джедаїв. Якщо обрано чоловіка, то це буде Джейден Корр, якщо жінку — Дженніфер Гейл. Падаван самостійно збирає світловий меч і його помічає Люк Скайвокер, який запрошує героя на навчання у академію джедаїв на планеті Явин 4.
По дорозі він знайомиться з іншим падаваном на ім'я Рош Пенін. Під час заходу на посадку їхній корабель збивають, обоє падаванів змушені пробиратися в Академію через джунглі. Люк Скайвокер поспішає їм на допомогу, а в цей час темна джедай Алора проникає в його записи з переліком місць, де є потужні прояви Сили. Діставшись до храму, падаван бачить учительку Алори, Тевіон, з посіпаками, які за допомогою скіпетра поглинають Силу з храму.
Падаван починає навчання під наставництвом Кайла Катарна. Люк дає падаванам завдання дослідити місце, яким нещодавно цікавилися темні джедаї. Потім їх посилають на Хот, де покинуту базу «Ехо» зайняли залишки Імперії. Падаван стикається з Алорою, котра після двобою тікає. Повернувшись до Академії, падаван повідомляє про свої знахідки. Рош тим часом так і не повернувся зі своєї місії на Біссі.
Далі падаван вирушає до покинутої фортеці Дарта Вейдера на Вджуні, де виявляє, що Рош перейшов на бік Імперії, вважаючи, що джедаї покинули його. Кайл прибуває на допомогу, але його та учня приголомшує Тавіон Аксміс, новий наставник Роша. Тавіон використовує Скіпетр Рагноса, який може поглинати та вивільняти енергію Сили, щоб поховати Кайла та його учня під уламками, але обом вдається втекти. Падаван при цьому втрачає свій меч. В Академії падаван і Кайл повідомляють Люку про свої відкриття, і за нього падавана посвячують у лицарі.
Герой створює новий меч, а Люк дізнається, що Тавіон планує використати викрадену енергію Сили, щоб воскресити стародавнього лорда ситхів Марка Рагноса, який похований на планеті Коррібан. Поки джедаї готуються вирушити туди, Кайл переконує Джейдена супроводжувати його на Таспір III, звідки Рош надіслав сигнал лиха. Пара розлучається, і зрештою Джейден знаходить Роша, який стверджує, що хоче спокутати свою зраду. Алора підбурює джедаїв убити Роша та стати її учнями. Якщо гравець обирає Світлий бік сили, герой вибачає Роша, а розлючена Алора відрубує Рошу руку. Якщо гравець обирає Темний бік, то герой убиває Роша, але відмовляється стати на бік Алори, щоб використати скіпетр на свій розсуд. У будь-якому випадку герой убиває Алору і вирушає на Коррібан.
Джейден пробивається до могили Рагноса, де перемагає Тавіон. Але дух Рагноса встигає вселитися в неї, тож якщо герой на Світлому боці, він знищує Скіпетр, а потім перемагає Рагноса, який повертається до своєї гробниці. Повернувшись до Академії джедаїв, герой отримує почесті та зустрічає Роша.
Якщо герой на темному боці, він убиває Тавіон і відбирає скіпетр, а потім завалює свого вчителя камінням і тікає на зорельоті Тавіон. Люк рятує Кайла та клянеться вистежити джедая-зрадника, хоча вірить, що в ньому ще є добро.

## Персонажі
- Джейден  або Дженніфер— головний герой гри, який прибув в Академію Джедаїв на планету Корусант. Проявив/ла себе дуже обдарованим падаваном, причому зміг/ла зробити майже неможливе — без жодного тренування створити світловий меч джедая. У міру розвитку подій, герою/героїні належить зробити вибір між Світлим і Темним боком Сили.
- Рош Пенін — друг і «однокурсник» головного героя. У них один вчитель — Кайл Катарн, що є приводом до конкуренції між ними. Рош так само виступає як ключовий елемент у розвитку для сюжетної лінії при виборі Темного чи Світлого боку.
- Тевіон Аксміс — головний антагоніст у грі. Вона була ученицею Дессана — головного антагоніста з попередньої гри — Jedi Outcast. Була переможена Кайлом Катарном, але залишена в живих. Пристрасно жадає помститися йому і всім джедаям, зневажаючи їхнє «милосерд». Нагода для помсти випадає, коли вона виявляє спосіб воскресити стародавнього лорда ситхів Марка Рагноса.
- Алора — темна червоношкіра ситх-твілек. Спритна злодійка, учениця Тавіон. Перешкоджає Джейдену в його пригодах.
- Кайл Катарн — Кайлу відводиться роль джедая-наставника головного героя і його/її товариша — Роша Пеніна. Він супроводжує Джейдена впродовж виконання кількох завдань.
- Люк Скайвокер — джедай-магістр, глава Академії Джедаїв. Люк зазвичай любить пригоди і враження, але в іграх серії він більш розсудливим.
- Марк Рагнос — лорд ситхів, який помер 5000 років тому. Його послідовники — Тевіон і її посіпаки, котрі прагнуть воскресити Марка Рагноса для встановлення нової влади ситхів у Галактиці.
- Боба Фетт — єдиний противник в місії зі знищення зброї на планеті Орд Мантелл.

## Розробка
Після завершення розробки Jedi Outcast LucasArts звернулися до Raven Software, щоб розробити продовження. Raven було виділено на це 2 роки. Як і Jedi Outcast, Jedi Academy використовує сильно модифікований ігровий рушій Quake III: Team Arena, а команда розробників складалася з людей, які працювали над Jedi Outcast, а також Star Trek: Voyager — Elite Force.
Уже на початку постало питання чи використовувати Кайла Катарна як ігрового персонажа. Це було пов'язано з тим, що персонаж уже був могутнім лицарем-джедаєм, і, таким чином, було б важко реалізувати його розвиток. Щоб вирішити цю проблему, Raven вирішили зробити ігрового персонажа учнем Академії джедаїв. Використовуючи цілковито нового персонажа, розробники змогли реалізувати функції налаштування персонажа, зокрема расу та стать, а також вигляд світлового меча. Персонаж Кайл Катарн був призначений інструктором в академії, щоб залишатися невід'ємною частиною сюжету та переконатися, що Jedi Academy побудована на наявній сюжетній лінії серіалу Jedi Knight. Raven ще більше розширив налаштування в ході гри, дозволивши гравццям вибирати конкретні здібності Сили для навчання після завершення місій. Це було зроблено з наміром надати свободу вибору в способі та стилі гри.
Ще одне рішення, прийняте на початку, полягало в тому, щоб включити локації та декорації з фільмів «Зоряні війни». Дизайнери хотіли використовувати такі місця, як планети Татуїн і Хот, а також істоту ранкора. Щоб розробити карту для Хота, дизайнери отримали якомога більше вихідного матеріалу з фільму «Імперія завдає удару у відповідь», щоб відтворити автентичне довкілля. Дизайнер рівнів Джастін Негрете казав, що Хот був однією з найскладніших локацій для проєктування. Процес проєктування рівня в цілому почався з планування рівня на папері. Потім ці ідеї були «конкретизовані», щоб визначити розмір і дизайн рівня. Після того, як це було зроблено, функції рушія Quake III задіювалися для додавання додаткових деталей, таких як світлові ефекти. Останнім етапом розробки рівня було додавання декорацій, які покращили ігровий процес і враження від рівня.
Jedi Academy засновалася на непослідовних місіях, щоб зменшити лінійність гри. Зменшення лінійності було тим, що потрібно було пройти 80 % поточних місій, перш ніж сюжет зможе рухатися далі. Raven надали інструменти для модифікації Jedi Academy, але компанія вказала, що такі інструменти не обслуговуються службою підтримки. Бретт Тості, продюсер LucasArts, заявив, що багаті налаштування персонажа, які надаються грою «з коробки», зменшать бажання створювати власні модифікації. Попри це, додаткові текстури та скіни стали популярними, і це призвело до того, що Майк Гуммельт, який розробив бойову систему на світловому мечі в Outcast і Academy, заявив, що «насправді спільнота володіє грою». Постійний інтерес спільноти призвів до висновку, що в Jedi Academy механізм світлових мечів, кращий за ті, що були розроблені раніше чи пізніше.
Гру видала і розповсюджувала в Північній Америці LucasArts. Activision взяла під свій контроль видання та розповсюдження гри в решті регіонів світу.
У вересні 2009 року Jedi Academy було перевидано в сервісах Steam і Direct2Drive разом із попередніми іграми про Зоряні війни: Dark Forces, Dark Forces II, Mysteries of the Sith і Jedi Outcast.
19 вересня 2019 року було анонсовано, що Jedi Academy випустять на PlayStation 4 і Nintendo Switch на «початку» 2020 року після перевидання Jedi Outcast для тих самих платформ у грудні 2019 року. 26 березня 2020 року Jedi Academy була випущена на PlayStation 4 і Nintendo Switch з оновленими елементами керування для сучасного обладнання та повнофункціональним мультиплеєром, що повторює оригінальний.

## Оцінки й відгуки
| Агрегатор    | Оцінка | Оцінка |
| Агрегатор    | PC     | XBOX   |
| ------------ | ------ | ------ |
| GameRankings | 80%    | 75 %   |
| Metacritic   | 81/100 | 76/100 |

| Видання       | Оцінка | Оцінка |
| Видання       | PC     | XBOX   |
| ------------- | ------ | ------ |
| 1Up.com       |        | B−     |
| Eurogamer     | 7/10   | 6/10   |
| Game Informer | 8.5/10 | 8/10   |
| GameSpot      | 8.4/10 | 8.1/10 |
| GameZone      | 9/10   | 8.2/10 |
| IGN           | 8.8/10 | 8/10   |

Обидві версії гри для ПК та Xbox отримали схвальне сприйняття. Версія для ПК отримала середню оцінку критиків 81 зі 100 на Metacritic, і 80 % на GameRankings. Версія для Xbox зібрала 76 зі 100 на Metacritic в 75 % на GameRankings.
Згідно з IGN, Jedi Academy містить більше дії, проте їй не вдається помістити цю дію в такий міцний контекст, як попередня гра. Нові прийоми та головоломки гарно вписані в ігровий процес, а вороги часто сильніші, ніж раніше. Хоча рушій Quake III, на якому заснована гра, старий, він чудово працює як на картинку, так і на звуки. Та хоча Jedi Academy приємна і задовільнить фанатів, вона не така повноцінна, як її попередниця.
У Eurogamer писали, що гра дозволяє широко налаштовувати свого героя та дуже по-різному підходити до виконання завдань і це вдало вкладається до сюжету. Але графіка, хоча все ще прийнятна, помітно застаріла, довкіллю бракує деталізації та руйнованості. Одним з головних недоліків було визнано штучний інтелект ворогів, які майже не реагують на дії гравця. Згідно з вердиктом, «Якщо вам сподобалася Jedi Outcast, ви будете щасливі, але справжні хардкорні шанувальники FPS знайдуть багато недоліків у Jedi Academy». Версія для Xbox зазнала більше критики та характеризувалася як «Зловживання брендом Star Wars», оскільки, як слід було очікувати, Jedi Academy створена передусім для консолі, проте керування на ній так само перевантажене різними меню, а графіка помітно поступається іншим тогочасним іграм.
Як писали у 1UP.com, різноманітність місій вражає, та гра виглядає незавершеною. Графіка застаріла за поточними стандартами Xbox, а бої на мечах, попри різноманітність зброї та прийомів, зводяться до клацання однією кнопкою та виграються частіше випадково, ніж за стратегією. «Гра більше схожа на ПК-шутер дворічної давності, ніж на сучасну гру „Зоряні війни“».